# Castro de Cuaña
El Castro de Cuaña, Castrillon, Castelón de Villacondide o simplement Castilón és un castro situat a la parròquia de Villacondide, Cuaña (Astúries, Espanya) fou el primer castro estudiat i actualment és un Monument Històric Artístic, comptant des de 1993 amb una Aula Didàctica
El castro data del començament del segle IV aC, o abans durant l'edat del ferro i possiblement continuà sent hábitat fins al segle i, molt després de la conquesta romana, i fins i tot després. Va ser excavat en 1877 per José María Flórez i després de la Guerra Civil es realitzarien diverses intervencions dutes a terme per Antonio García i Bellido i Juan Uría Ríu, que contribuirien notablement a l'elaboració del paradigma cèltic associat als pobles del nord peninsular, encara que les evidències com els habitatges circulars en lloc de rectangulars o enterraments sense l'ús d'urnes de cendres, fan que la cultura castrenya no presente una relació directa amb els celtes.

## Estructura
El sistema defensiu del castro està compost per una muralla, un terraplè i passadís de guàrdia així com diversos torrasses de diverses plantes. A l'interior es diferencien dos espais clarament : el recinte superior, que es creu que servia per guardar el bestiar i sense gairebé d'edificacions, i el  Barri Nord  situat baix, poblat amb unes 80 habitatges amb una altra muralla perimetral més petita. A partir d'aquest número es calcula que van arribar a viure-hi entre 1500 a 2000 persones.
L'estructura de les edificacions és la típica que es troba en aquesta zona : planta circular i amb porxe i construïda amb pissarra i fang, amb teulada vegetal o, molt rarament, de pissarra. Altres edificis són ovalats o rectangulars amb cantonades arrodonides i tenen envans. Els carrers estan enllosats i tenen un sistema de desguàs.
Edifici singular és La Torrassa, una talaia des de la qual se suposa es realitzaven tasques de vigilància dins del recinte superior.

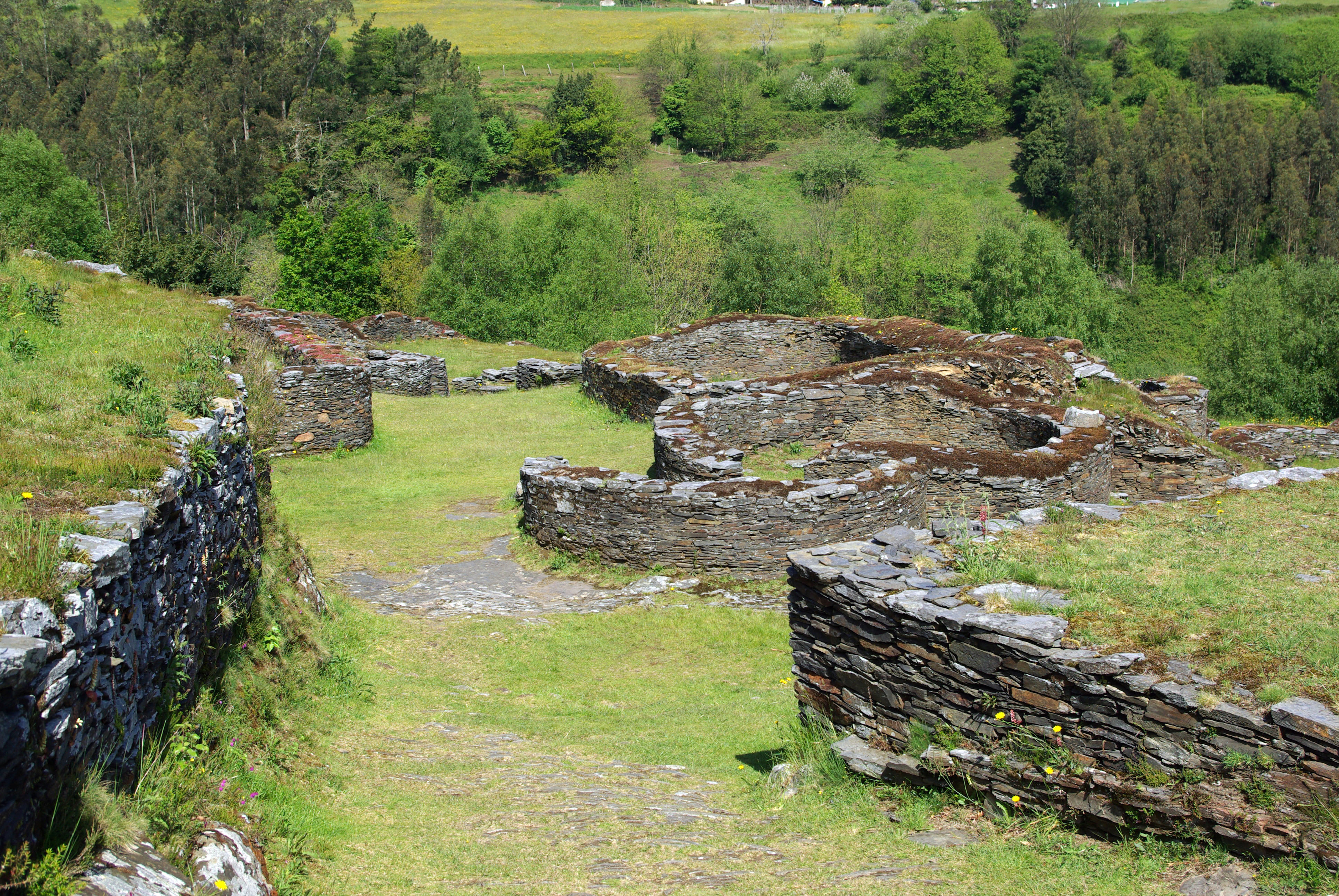
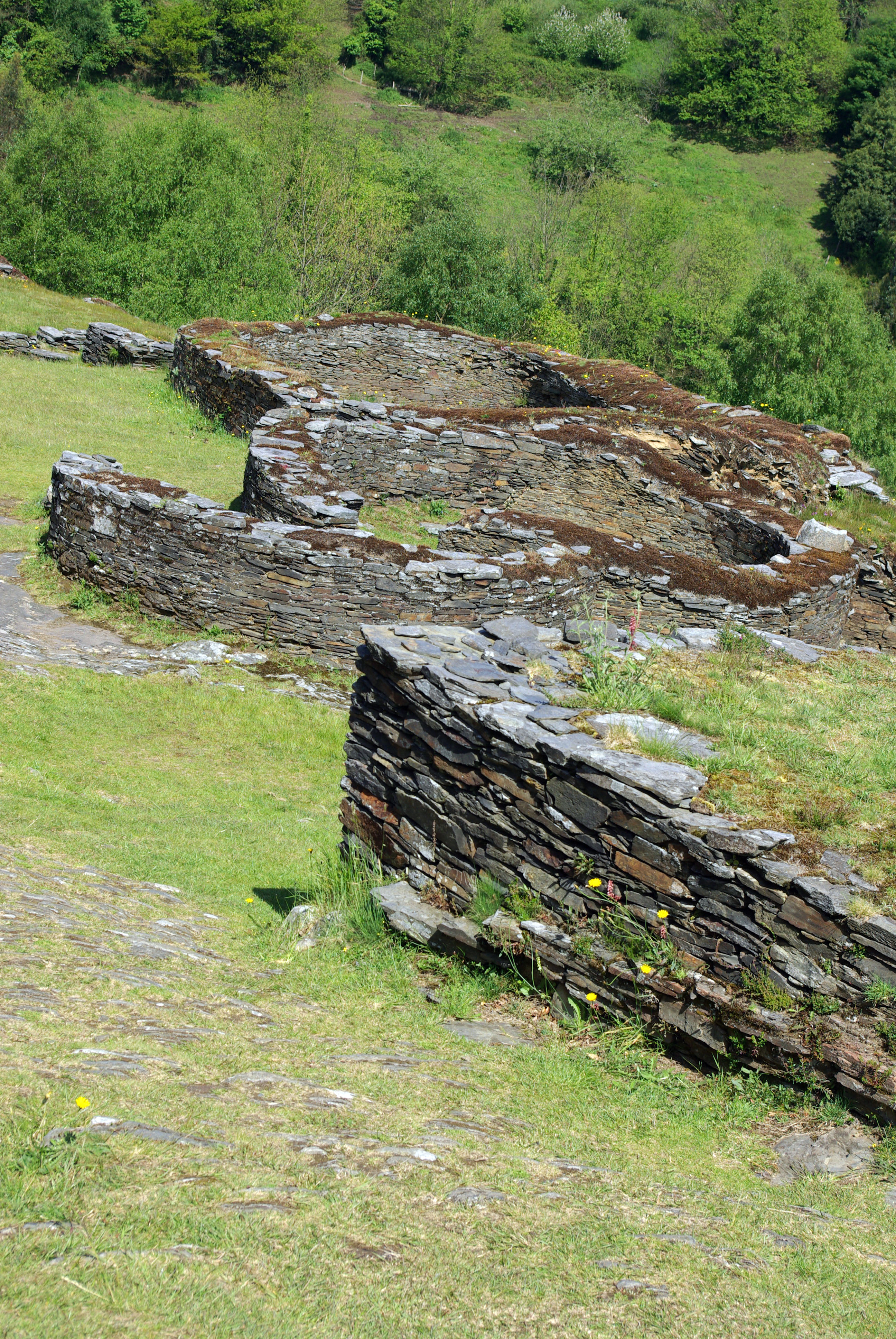
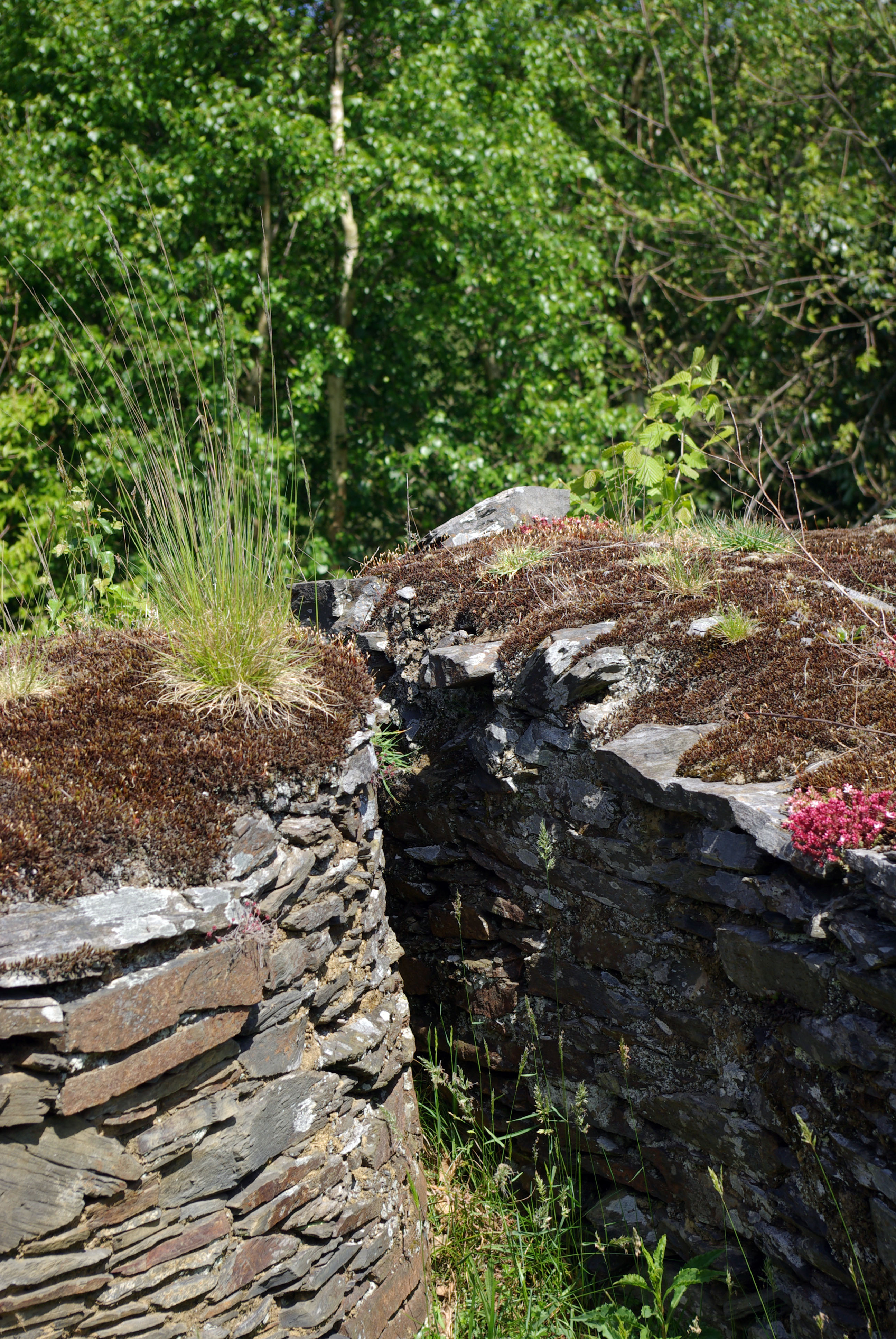
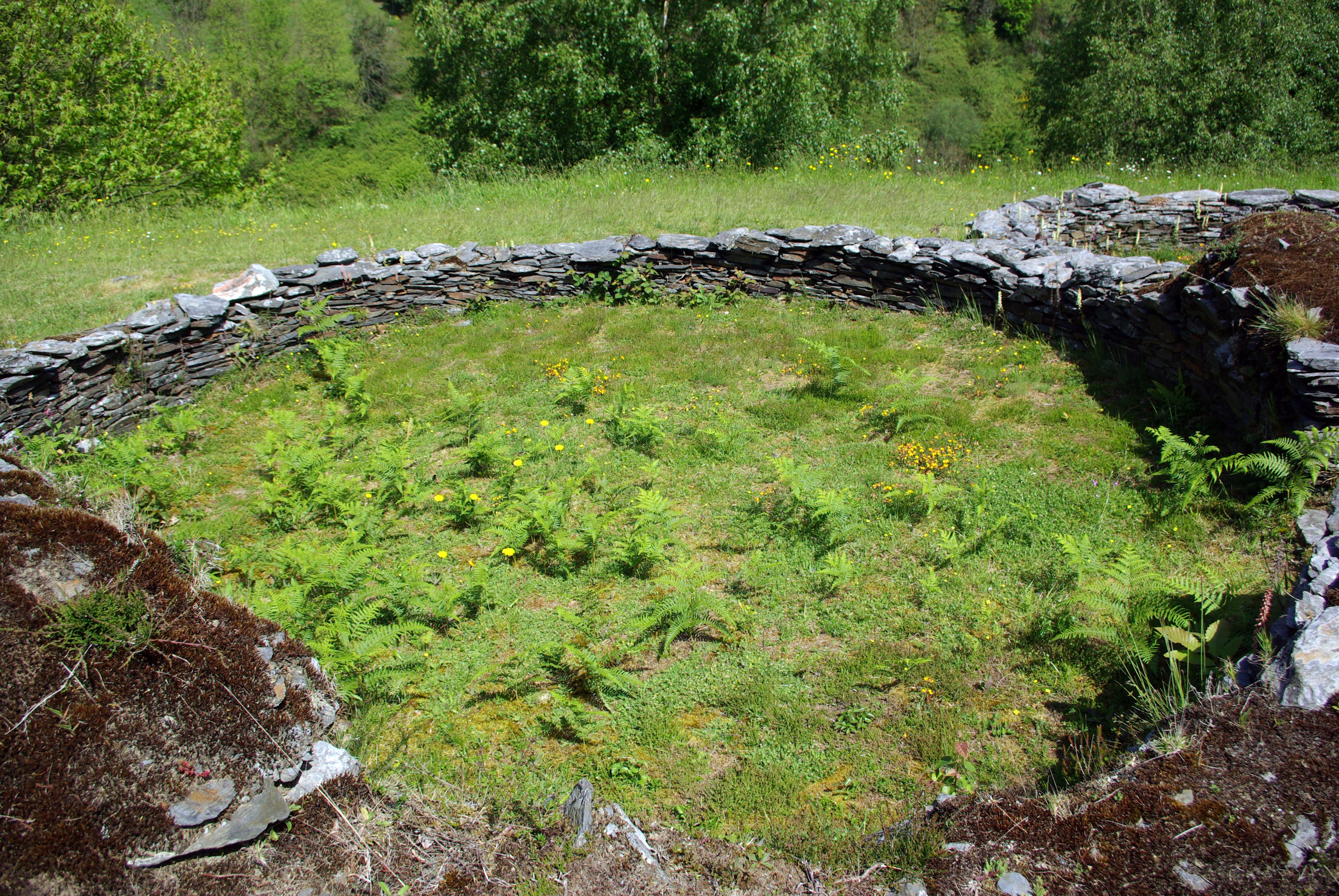
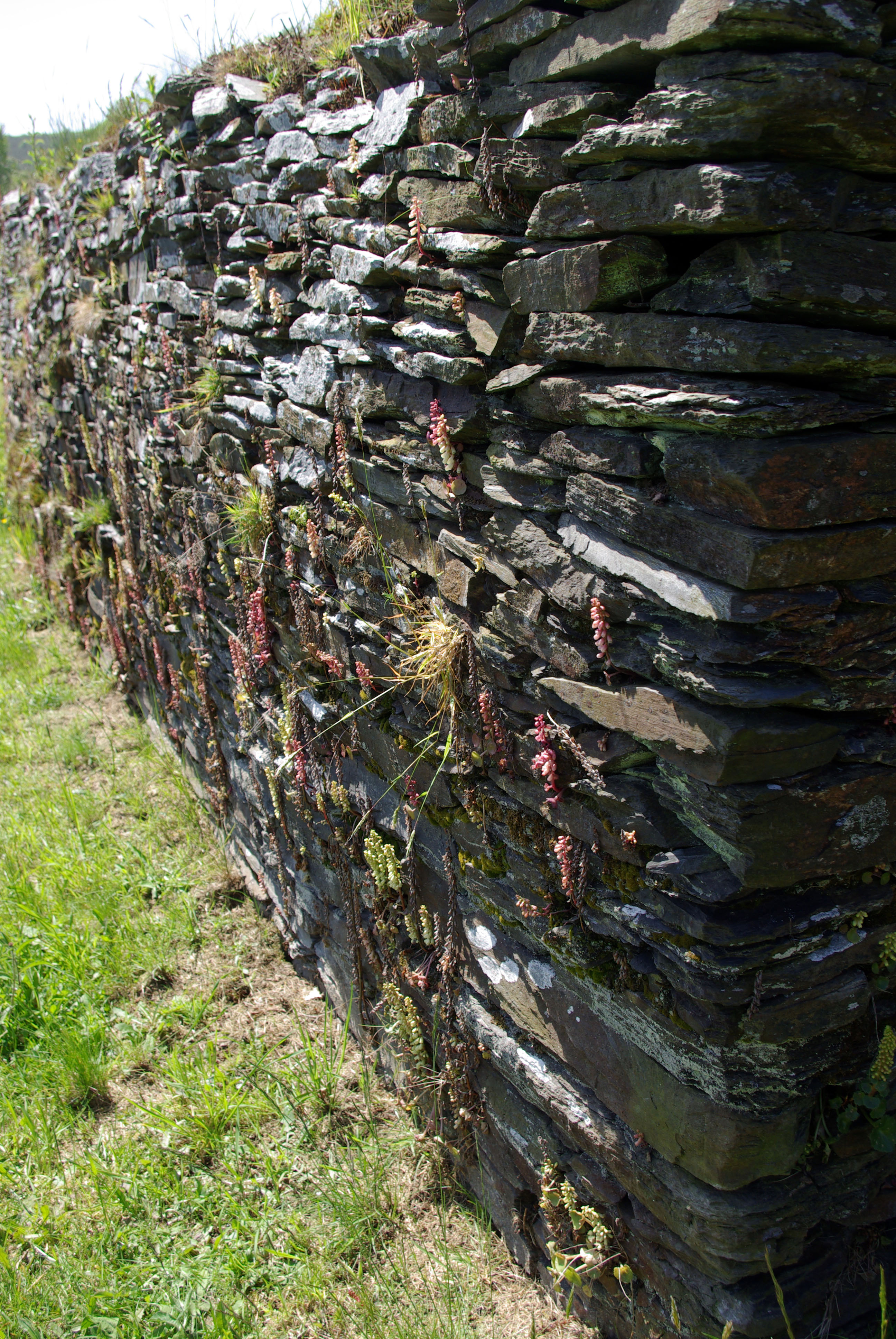
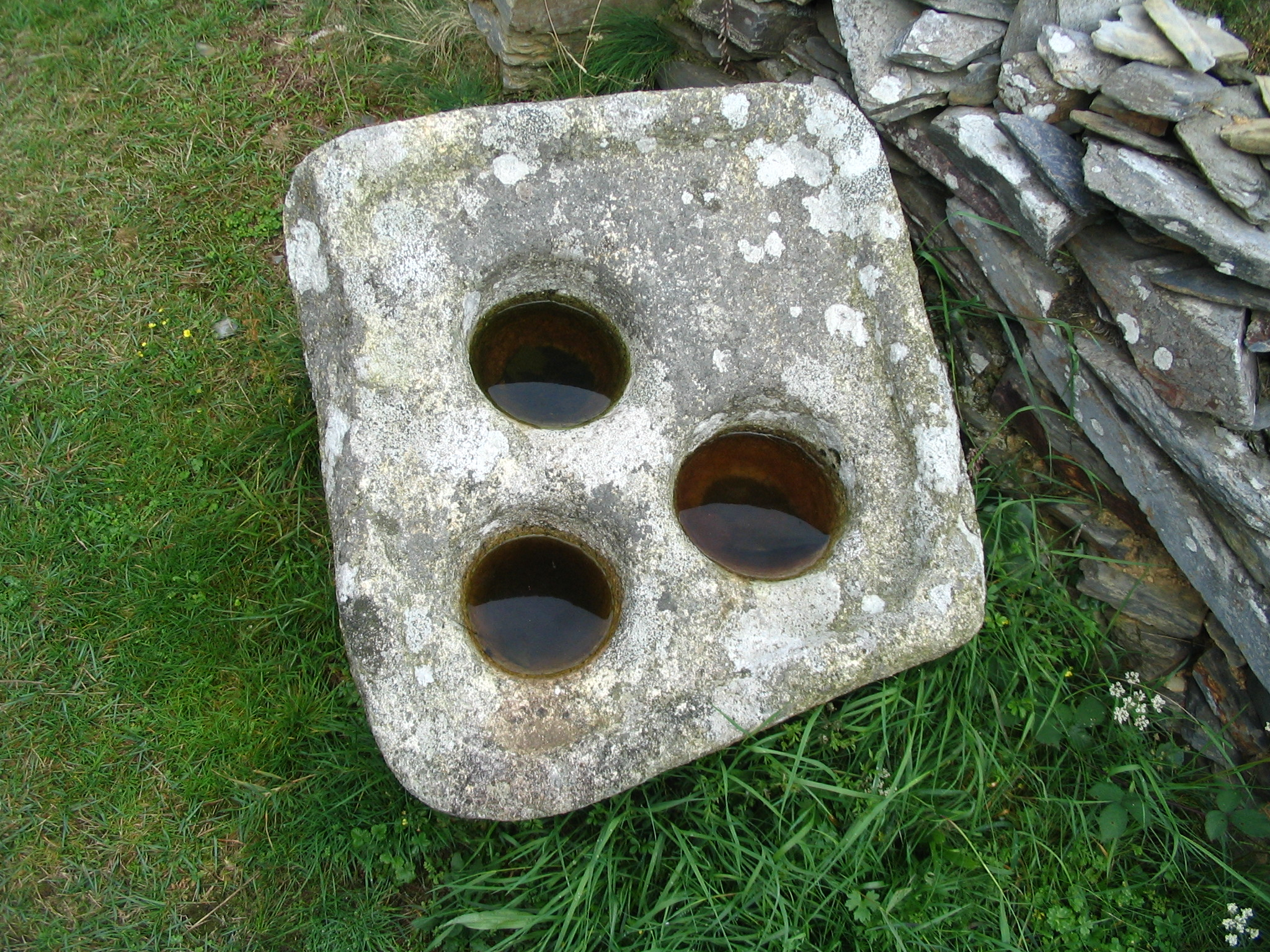

En una petita terrassa, sobre el camí d'accés, hi ha dues construccions (que en realitat es van succeir en el temps) caracteritzades per haver tingut alguna de les seves càmeres cobertes per una falsa volta, sòl enllosat amb canalitzacions i una gran peça monolítica de granit en forma de banyera. Aquestes edificacions es van interpretar en temps amb forns crematoris, encara que posteriorment es va acceptar com més probable que fossin fonts termals.

## Pedra de La nostra Senyora
A prop del castro es conserva una estela discoidea amb un metre i mig d'alçada amb un disc d'un metre un diàmetre. La cara anterior és rugosa i sembla desgastada mentre que la posterior té una forma lleugerament còncava. Alguns autors han intentat establir una relació amb el castro proper, altres parlen d'una representació d'una divinització pagana del sol. Amb l'arribada del cristianisme a la regió al segle v el seu caràcter diví va ser assimilat i va començar a anomenar- la Pedra de La nostra Senyora.